# Човек по имену Уве (филм)
Човек по имену Уве (швед. En man som heter Ove) је филмска драмедија која је у биоскопима у Шведској  премијерно приказана 25. децембра 2015. Филм је написао и режирао Ханес Холм, а заснован је на истоименој књизи аутора Фредрика Бакмана из 2012. Главну улогу Уве тумачи Ролф Ласгорд. Филм је номинован за шест награда, освојивши две, на 51. додели награде Златна буба 2016. Номинован је за Оскара за најбољи међународни филм и за најбољу шминку.

## Радња
Шездесетогодишњи удовац Уве живи у кварту градских кућа где је некада био председник удружења док га није заменио Руне, његов бивши пријатељ који је сада парализован након можданог удара а његова супруга Анита брине о њему. Уве је депресиван након што је његова супруга Соња, учитељица, преминула од карцинома шест месеци раније. Пензионисан је након што је у истој компанији радио 43 године. Његове покушаје самоубиства више пута прекида трудна комшиница Парвен са супругом Патриком и двоје деце који се усељавају у кућу прекопута. Током још једног покушаја самоубиства Уве се присећа детињства када му је мајка преминула када је био дете, након чега је остао сам са оцем, механичаром у железничкој компанији који га је научио све што је знао о моторима. Након што му једног дана јави резултате са испита, отац одлази да се похвали осталима не видевши воз који га убрзо удара и тако погине.
Следећи пута Уве покушава самоубиство тровањем угљен-моноксидом у свом аутомобилу у гаражи и поново се присећа прошлости, када је почео да ради у железничкој компанији. Два човека из локалног већа долазе у дом младог Увеа и изјављују да треба да га сруше уместо чега га Уве поправља. Кућа његових комшија се једне ноћи запали када их Уве спашава, али варнице из ватре изазивају пожар у његовој кући, а људи из локалног већа спречавају гашење пожара јер планирају да је свакако сруше. Након тога Уве спава у возу у којем ради јер нема где да оде, у којем упознаје и Соњу која седи преко пута њега. Сваког јутра у исто време одлази у исти воз како би је срео, одушевљен њом. После три недеље је поново проналази и почињу да се забављају. Она га охрабрује да се врати у школу, након чега стиче диплому инжењера. Увеов покушај самоубиства прекида Парвен која тражи превоз до болнице јер је њен супруг доживео несрећу. Уве се за то време брине о њиховим ћеркама, након чега одлази на железничку станицу са циљем да скочи под воз међутим среће другог човека који се онесвестио и пао на шине па га спашава. Парвен захтева од Увеа да је научи да вози на шта он пристаје. Такође, удомљава мачку луталицу коју је претходно пронашао у канти. Поверава се Парвен и прича јој о свом пријатељству са Рунеом и како су заједно успостављали ред тако да је Уве био председник одбора комшијског удружења, а Руне његов заменик. Каснијих година су се посвађали због Рунеове преференце за Волво аутомобиле, а Увеове за САБ што је довело до тога да Уве изгуби место председника. Убрзо поправља бицикл који је запленио од тинејџера из комшилука Адријана, након чега му га враћа.
Упркос побољшаним односима са комшијама, Уве се поново свађа са запосленима из локалног већа који покушавају да одведу Руна у старачки дом. Уве поново покушава самоубиство, али га прекида Адријан који наводи да је избачен из куће након каминг аута и да му је потребна помоћ. Касније, Уве прича Парвен како је Соња, док је била трудна, хтела да оду на одмор пре него што се породи. Док су путовали аутобусом за Шпанију, у повратку, доживели су несрећу у којој су изгубили бебу, а Соња је остала непокретна због чега није могла да се запосли као учитељица. Када су локалне власти игнорисале Увеове молбе да направе рампу за инвалидска колица он ју је сам поставио у току ноћи у школу. Након несреће, у болници, наводи Парвен као своју најближу рођаку када га она назива оцем, а њене ћерке дедом. Неколико месеци касније, Парвен се буди у току зимске олује и сазнаје да праг испред Увеове куће није очишћен што није уобичајено за њега. Убрзо Парвен и Патрик сазнају да је Уве преминуо у сну. Филм се завршава тако што се Уве буди у возу у којем је први пут срео Соњу да би је затекао тамо како га чека.

## Улоге
| Глумац          | Улога                      |
| --------------- | -------------------------- |
| Ролф Ласгорд    | Уве                        |
| Бахар Парс      | Парвен                     |
| Филип Берг      | Млади Уве                  |
| Ида Енгвол      | Соња                       |
| Тобиас Алмборг  | Патрик                     |
| Чатарина Ларсон | Анита                      |
| Берје Лундберг  | Руне                       |
| Јохан Видерберг | Запослени из локалног већа |

## Критике
Ротен томејтоуз је на основу 117 критика оценио филм са 7,22 од 10. Неки од критика су: „Искреност Човека по имену Уве и оштар наступ Ролфа Ласгорда у главној улози спречавају претерану сентименталност”. Метакритик је на основу 21 критике оценио филм са 70 од 100, што указује на углавном позитивне критике. Вашингтон пост, Чикаго трибјун и Роџер Иберт су имали позитивне критике. Рецензенти су приметили да, иако су елементи познати из филмова као што је Гран Торино, Човек по имену Уве је направљен тако да расплаче публику. Од 2016. године, филм је трећи најгледанији у Шведској свих времена.

## Признања
| Награда                               | Датум              | Категорија                     | Прималац                                                | Резултат   |
| ------------------------------------- | ------------------ | ------------------------------ | ------------------------------------------------------- | ---------- |
| Оскар                                 | 26. фебруар 2017.  | Најбољи филм на страном језику | Шведска                                                 | Номинација |
| Оскар                                 | 26. фебруар 2017.  | Најбоља шминка и фризура       | Ева фон Бар и Лав Ларсон                                | Номинација |
| Филмски фестивал у Кабуру             | 11, јун 2016.      | Награда публике                | Човек по имену Уве                                      | Освојено   |
| Европске филмске награде              | 10. децембар 2016. | Европска комедија              | Човек по имену Уве                                      | Освојено   |
| Награда Златна буба                   | 18. јануар 2016.   | Најбољи филм                   | Аника Беландер и Фредрик Викстрем Никастро (продуценти) | Номинација |
| Награда Златна буба                   | 18. јануар 2016.   | Најбољи глумац                 | Ролф Ласгорд                                            | Освојено   |
| Награда Златна буба                   | 18. јануар 2016.   | Најбоља споредна глумица       | Бахар Парс                                              | Номинација |
| Награда Златна буба                   | 18. јануар 2016.   | Најбоља кинематографија        | Јеран Халберг                                           | Номинација |
| Награда Златна буба                   | 18. јануар 2016.   | Шминка и фризура               | Ева фон Бар и Лав Ларсон                                | Освојено   |
| Награда Златна буба                   | 18. јануар 2016.   | Најбољи визуелни ефекти        | Торбјерн Олсон                                          | Номинација |
| Награда Златна буба                   | 18. јануар 2016.   | Награда биоскопске публике     | Човек по имену Уве                                      | Освојено   |
| Друштво филмских критичара Хјустон    | 6. јануар 2017.    | Најбољи филм на страном језику | Човек по имену Уве                                      | Номинација |
| Награде Сателит                       | 19. фебруар 2017.  | Најбољи филм на страном језику | Човек по имену Уве                                      | Номинација |
| Удружење филмских критичара Сент Луис | 18. децембар 2016. | Најбољи филм на страном језику | Човек по имену Уве                                      | Номинација |

## Римејк
Амерички римејк ће продуцирати Том Хенкс, који ће такође глумити у филму. У јануару 2022. године је објављено да ће филм Човека по имену Уве режирати Марк Фостер, а сценарио ће написати Дејвид Маги. Снимање је започето у фебруару у Питсбургу са Маријаном Тревињо, Рејчел Келер и Мануелом Гарсија-Рулфом. У фебруару 2022. је Sony Pictures стекао права на дистрибуцију филма широм света за 60 милиона долара, што је највећи износ који је икада плаћен за филм на Европском филмском тржишту, и премијера је најављена за Божић 2022.